# Чогом
Чогом (кирг. Чогом) — село в Араванском районе Ошской области Кыргызстана. Входит в состав Керме-Тооского айылного аймака.

## География
Село расположено в западной части области, в высокогорной зоне, на берегах реки Чугам, на расстоянии приблизительно 57 километров (по прямой) к юго-востоку от села Араван, административного центра района. Абсолютная высота — 2301 метр над уровнем моря.

## Население
Согласно оценочным данным Национального статистического комитета Кыргызской Республики, численность населения села на начало 2023 года составляла 768 человек.
| год     | 2009 | 2014 | 2015 | 2020 | 2021 | 2023 |
| ------- | ---- | ---- | ---- | ---- | ---- | ---- |
| человек | 618  | 652  | 714  | 764  | 786  | 768  |